# Give It Up to Me
«Give It Up to Me» es una canción de la cantautora colombiana Shakira, en colaboración con el rapero estadounidense Lil Wayne, perteneciente a la edición de lujo del octavo álbum de estudio de la artista She wolf (2009). Epic Records la publicó como el tercer sencillo del álbum el 19 de octubre de 2009 en la radio estadounidense. La canción fue compuesta por Shakira Mebarak,  Dwayne Carter, Amanda Ghost, Timothy «Timbaland» Mosley y Jerome «J-Roc» Harmon, mientras que la producción quedó a cargo de los dos últimos. La canción pertenece al género de synth pop, con influencias de hip hop, con letras sexualmente sugestivas.
Desde su lanzamiento, los críticos de música opinaron de forma favorable el tema, quienes entre otras apreciaron la participación musical de Lil Wayne y Timbaland. En el ámbito comercial, el tema tuvo un éxito moderado en las listas de popularidad. En Estados Unidos, llegó al puesto veintinueve de la lista Billboard Hot 100 y veintitrés de Pop Songs. Gracias a esto la Recording Industry Association of America (RIAA) le otorgó un disco de oro, por vender algo más de 500 000 copias en ese territorio. En otros territorios de Europa, Canadá y Australia tuvo una recepción moderada.

## Antecedentes y composición

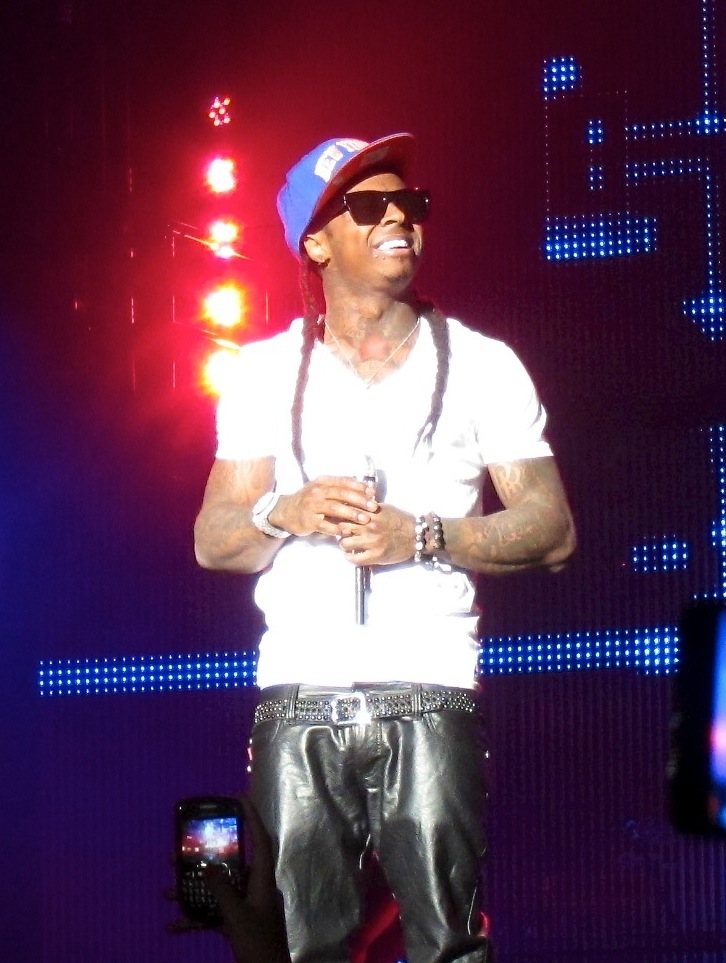
Lil Wayne quien colabora en el tema, aunque al comienzo iba a ser parte del álbum de Timbaland.

«Give It Up to Me» fue escrita por Shakira con Amanda Ghost, Lil Wayne, Timbaland y J-Roc, mientras que la producción estuvo a cargo de los dos últimos. Timbaland, productor y escritor del tema tenía planeado incluir la pista en su álbum de estudio Shock Value II (2009). En un principio se desempeñó como vocalista, aunque su verso fue reemplazado por Flo Rida, quien tiempo después fue sustituido por Lil Wayne. La presidenta de Epic, Amanda Ghost señaló que: «el aliento de todo el mundo estaba asombrado cuando Lil Wayne expresó su interés en aparecer en la pista». La colaboración al último minuto dio lugar a la publicación retrasada del álbum She Wolf en los Estados Unidos. lo que ocasionó una versión de lujo del álbum solo en ese territorio.
El tema se lanzó como tercer sencillo del álbum, luego de la publicación de «She wolf» y «Did It Again». En la canción se incorpora los géneros synth pop con influencias de hip hop, con «palmadas» y «golpes bajos». Además muestra letras sexualmente sugerentes, incluyendo las líneas: «put me in a cage and lock me away / and I'll play the games that you want me to play» y «anything you want you can make it yours», en español: «Me pusieron en una jaula y me encerraron lejos / voy a jugar a los juegos que quieres que yo juegue» y «todo lo que quieras puedes hacerlo tuyo».

## Recepción
Tras su lanzamiento, «Give It Up to Me» recibió críticas generalmente positivas de los críticos de música contemporánea. Un miembro de la revista Billboard elogió la pista y el complemento de la voz de Shakira, que es «aún extravagante y sensual». Sal Cinquemani de Slant Magazine señaló que la colaboración de Lil Wayne y Timbaland es un movimiento «cada vez más cliché, pero aún no del todo ineficaz», sin embargo destacó a la pista como pieza importante del álbum. Del mismo, modo Mario Tarradell de The Dallas Morning News reconoció la grabación como «increíblemente pegadiza y robótica» y que esta junto a «She Wolf» fueron las mejor recibidas en la radio estadounidense. Entre tanto, un editor de The New York Times ofreció una crítica decepcionante de la pista, lo que sugiere que sería decepcionar a los clientes que habían escuchado la grabación anterior «She Wolf».
En el ámbito comercial, el tema tuvo un éxito moderado en las listas de popularidad. En Estados Unidos, llegó al puesto veintinueve de la lista Billboard Hot 100 además de ocupar la posición veintitrés de Pop Songs. Gracias a esto la Recording Industry Association of America (RIAA) le otorgó un disco de oro, por vender algo más de 500 000 copias en ese territorio. En Canadá, logró ubicarse en el puesto treinta y dos de la lista Canadian Hot 100, en Australia consiguió el puesto treinta y cinco de Australian Singles Chart, en Brasil logró el puesto cuarenta y ocho del Hot 100 Airplay y en Rumanía logró la casilla cuarenta y tres de Romania Airplay Top 100.

## Vídeo y presentaciones
El vídeo musical de «Give It Up to Me» fue dirigido por Sophie Muller. El 13 de noviembre de 2009, People presentó un abre bocas exclusivo del proyecto. Entre tanto un día después de esto, se publicó en la cuenta de VEVO de Shakira el vídeo completo. A lo largo de la trama, se muestran imágenes de Shakira y Wayne intercaladas en medio de la coreografía. Comienza con Wayne rapeando el verso inicial, mientras que Shakira comienza una coreografía con un grupo de bailarinas. Durante el puente, Shakira interpreta a Senju Kannon, la diosa de mil manos con un vestido azul y una corona dorada.
James Montgomery de MTV News señaló que comparte similitudes con el vídeo musical de «Single Ladies (Put a Ring on It)», de la artista Beyoncé, destacando el vestuario y la coreografía similar, aunque felicitó la inclusión de Lil Wayne, y añadió que Shakira «verdaderamente se ve original». Una revisión de Neon Limelight fue menos cortés, al opinar que «el cambio de escenas de hip latino», era una señal «desesperada». También observaron similutud con el vídeo de «Promiscuous» de la artista canadiense Nelly Furtado.
La primera vez que Shakira interpretó el tema en vivo fue en el programa Late Show with David Letterman de David Letterman, el 10 de noviembre de 2009, seguida de una interpretación en Good Morning America. En la ceremonia de los premios American Music Awards de 2009, la cantante interpretó el tema. El 10 de febrero de 2010, la artista cantó los temas «She Wolf» y «Give It Up to Me» en el Show de medio tiempo de All-Star Game de la NBA 2010. Otras apariciones de Shakira donde interpretó la canción fue en los programas Lopez Tonight y So You Think You Can Dance.

## Formatos yremixes
| Descarga digital |                                    |          |  |
| N.º              | Título                             | Duración |  |
| 1.               | «Give It Up to Me» (con Lil Wayne) | 3:03     |  |

| Maxisencillo, descarga digital |                                                 |          |  |
| N.º                            | Título                                          | Duración |  |
| 1.                             | «Give It Up to Me» (con Lil Wayne)              | 3:03     |  |
| 2.                             | «Did It Again» (con Kid Cudi Benassi Remix)     | 5:58     |  |
| 3.                             | «Did It Again» (con Kid Cudi Superchumbo Remix) | 7:41     |  |

## Listas de popularidad y certificaciones

### Posicionamientos semanales
| País (Lista 2009)                    | Posición |
| ------------------------------------ | -------- |
| Australia (Australian Singles Chart) | 35       |
| Brasil (Hot 100 Airplay)             | 48       |
| Canadá (Canadian Hot 100)            | 32       |
| Estados Unidos (Billboard Hot 100)   | 29       |
| Estados Unidos (Pop Songs)           | 23       |
| Rumania (Romania Airplay Top 100)    | 43       |

### Certificaciones
| País (certificador)   | Certificaciones |
| --------------------- | --------------- |
| Estados Unidos (RIAA) | Oro             |

## Historial de lanzamiento
| País           | Fecha                   | Formato                            | Discográfica | Ref.   |
| -------------- | ----------------------- | ---------------------------------- | ------------ | ------ |
| Estados Unidos | 19 de octubre de 2009   | Mainstream, rhythm crossover radio | Epic Records | [ 1 ]  |
| Estados Unidos | 23 de noviembre de 2009 | Descarga digital                   | Epic Records | .      |
| Reino Unido    | 23 de noviembre de 2009 | Descarga digital                   | Epic Records | [ 34 ] |
| Australia      | 29 de enero de 2010     | Sencillo en CD                     | Sony Music   | [ 35 ] |
| Canadá         | 10 de febrero de 2010   | Sencillo en CD                     | Epic Records | [ 36 ] |